# 久保田千陽
久保田 千陽（くぼた ちあき、9月8日 - ）は、日本の作曲家、編曲家、ピアニスト、ディレクター、音楽プロデューサー。東京都世田谷区出身。桐朋学園大学音楽学部音楽学科ピアノ専攻卒業。

## 経歴
3歳よりピアノを始め、高校生時代から編曲・作曲法を独学。東京都立芸術高等学校音楽科卒業。桐朋学園大学音楽学部音楽学科ピアノ専攻卒業。
韓国EuroArts音楽祭ソリストディプロマ受賞、ショパン国際コンクールinASIA高校生の部関東大会第2位ほかコンクール、オーディションの受賞をする。
2017年
- 日本のサウンドトラック文化を『ジャパン・クラシック』として世界発信をコンセプトとした若手クラシック演奏家による音楽団体、『Japan Popular Classics Orchestra(通称JPCO)』を創立し、代表に就任[4]。

2018年
- 5月　劇伴作曲家吉俣良とコラボレーション・コンサートを開催[5]。2台ピアノで共演[6]。
- 7月　iOS、Androidゲーム「二重人格マリエ」のゲーム音楽を担当[7][8]。
- 10月、JPCOとしてさいたまスーパーアリーナで開催されたカイゴ来日公演にストリングスチームをディレクション[9]。

2019年
- 3月　JPCOとして台湾・台北公演を開催し海外進出[10]。
- 5月　アメリカ合衆国ハワイ州オアフ島で開催された「Lantern Floating Hawaii 2019」に出演[11][12]。

2021年
- 9月　公益財団法人メトロ文化財団、メトロコンサート～心彩るアンサンブル～に出演[2]。オリジナル曲『Metro』を演奏[13]。

2022年
- 4月　亀山睦木監督、狗飼恭子脚本監修の映画『マイライフ、ママライフ』に劇伴提供[14][15][16]。
- 8月　立飛ホールディングスグループ創立100周年記念事業『#たちフェス』で声楽家米良美一と「もののけ姫」テーマ曲で共演[17][18]。

2023年
- 2月　画家・真田将太朗と第2回個展「ACROSS」内で『Shotaro Sanada Livepaint Fes featuring JPCO』としてライブペイントと演奏の融合を試みる[19][20]。
- 7月　立飛ホールディングスグループ創立100周年記念事業『#たちフェス2023 〜音楽を好きになる街へ〜』でOfficial髭男dismのサポートメンバー善岡慧一と特別ユニットを結成し共演[21][22]。

2024年
- 3月　本田技研工業傘下のモビリティリゾートもてぎ内ホンダコレクションホールの館内音楽を担当[23][24]。
- 6月　フジテック株式会社、株式会社クラウドポイントと共同で「イマーシブ・エレべータ」を制作。「デジタルサイネージアワード2024」XR/エンターテインメント部門 優秀賞 受賞[25][26]。

他に代表取締役を務める株式会社センヨーミュージックマネジメントでコンサートなどの演奏機会を企画・展開して若手演奏家の育成と活躍の場を創出。